# Erna Tauro

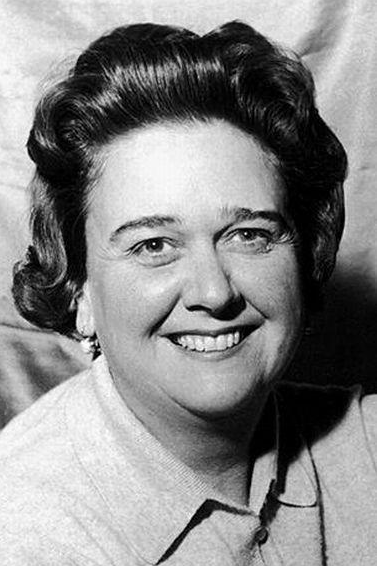
Erna Tauro.

Erna Tauro (meisjesnaam Pergament) (Vyborg, 16 augustus 1916 - Stockholm, 4 juni 1993) was een Fins-Zweeds pianiste en componiste

## Biografie
Erna Tauro werd geboren in Vyborg. Haar ouders waren Isak Pergament en Rifka Rosenthal. Ze was de nicht van componisten Moses Pergament en Simon Parmet. Het gezin verhuisde naar Berlijn in 1921. Later trokken ze naar Helsinki. Tauro studeerde piano en muziektheorie in Berlijn. Later zou ze muziek studeren aan de Sibeliusacademie in Finland. Tijdens Wereldoorlog II werkte Tauro als verpleegster en muzikaal begeleidster. Van 1955 tot 1969 werkte ze als begeleidster aan het Kleine Theater te Helsinki. Ook componeerde ze muziek voor verscheidene theaterstukken en musicals.
De compositie Höstvisa met tekst van Tove Jansson won de derde prijs in een liedwedstrijd van de "Finlands Rundradio" in 1965. In datzelfde jaar won ze de tweede prijs met het lied Den gamla brudkläderskan. Deze compositie gebruikt tekst van Huldén Evert.
In 1969 regisseerde Tauro de musical Fiddler on the Roof in Stockholm. In 1977 settelde ze zich in deze stad. Ze huwde met Risto Ilmari Tauro, met wie ze in 1945 een dochter kreeg. Tauro overleed in 1993 te Stockholm.
Tauro is vooral bekend vanwege de liedjes die ze schreef voor De Moemins. Dit is een reeks kinderboeken van Tove Jansson die vele adaptaties kende, waaronder voor theater en in animatie. Na het overlijden van zowel Jansson als Tauro vervolledigde componist Mika Pohjola de muziek voor hun laatste theaterstuk, King Moomin Valley. Het stuk kende zijn première in augustus 2008.

## Oeuvre
Een werkselectie:
- Kahdeksikko, musical
- Oli kevät, musical
- Guldbröllop, musical
- Moomin behind the scenes, liedjes voor een toneelstuk
- Höstvisa
- Den gamla brudkläderskan
- Troll i kulisserna